# Брюс Лабрюс
Брюс Лабрюс (англ. Bruce LaBruce) (народився 3 січня 1964 року) — канадський актор, письменник, фотограф і режисер андеграундних фільмів для дорослих. У його фільмах теми сексуальних і міжособистісних відносин відступають від культурних норм, часто змішуючи художні і виробничі методи незалежного кіно з гей-порнографією 

## Фільмографія
- Мене це не стосується[en]/ No Skin Off My Ass
- Супер 8½[en] / Super 8-1/2
- Білий Хастлер[en] / Hustler White
- Голий / Skin Gang
- Малиновий Рейх[en] / The Raspberry Reich
- Солодкий / Shugar
- Отто, чи У компанії мерців[en] / Otto; or Up with Dead People
- Зомбі з Лос-Анджелес[en] / L.A. Zombie
- Геронтофілія[en] / Gerontophilia

## Громадська позиція
У липні 2018 підтримав петицію Асоціації французьких кінорежисерів на захист ув'язненого у Росії українського режисера Олега Сенцова